# Шпатаковская, Галина Васильевна
Галина Васильевна Шпатаковская (р. 26.12.1946) — российский физик, лауреат премии им. И. Е. Тамма РАН (1998).
Ученица и многолетняя сотрудница Давида Абрамовича Киржница (1926—1998).
Доктор физико-математических наук (1992), тема диссертации «Квазиклассическое приближение в задачах физики плазмы и твердого тела».
В настоящее время — ведущий научный сотрудник Института математического моделирования РАН. Также сотрудничает с Институтом прикладной математики им. М. В. Келдыша РАН и Объединенным институтом высоких температур РАН.
Лауреат премии им. И. Е. Тамма РАН (1998) — за цикл работ «Усовершенствование метода Томаса-Ферми с приложениями к атомной физике высоких концентраций энергии».

## Публикации
- К теории ионизации оболочек атома / Г. В. Шпатковская. — М. : ИПМ, 1983. — 17 с. : граф.; 20 см. — (Препринт. / Ин-т прикл. математики им. М. В. Келдыша АН СССР. N67; ;)
- Широкодиапазонное уравнение состояния вещества на основе усовершенствованной статистической модели / Д. А. Киржниц, Г. В. Шпатаковская. — М. : ФИАН, 1998. — 45 с. : ил.; 20 см. — (Препринт. Рос. акад. наук, Физ. ин-т им. П. Н. Лебедева; 33).
- К теории туннельного эффекта [Текст] / Д. А. Киржниц, Г. В. Шпатаковская. — Москва : [б. и.], 1973-. — 21 см. — (Препринт/ АН СССР. Физ. ин-т им. П. Н. Лебедева. Отд. теорет. физики).
- Киржниц Д. А., Шпатаковская Г. В. Осцилляционные эффекты атомной структуры// ЖЭТФ, 1972. T. 62, вып. 6. C. 2082—2086.
- Шпатаковская Г. В. Из воспоминаний и дневниковых записей // Экстремальные состояния Льва Альтшулера: избр. труды, документы, воспоминания. — 2011. — С. 293—295.